# Aeroportul Pike County
Aeroportul Pike County (IATA: PVL, ICAO: KPBX, FAA LID: PBX) este un aeroport din Kentucky, Statele Unite ale Americii ce deservește zona Pikeville⁠(d).
Situat la o altitudine de 449 m, aeroportul dispune de 1 pistă.

## Infrastructură

### Piste
Aeroportul dispune de o singură pistă. Pista 9/27 are suprafața de asfalt și dimensiunile 5.356 picioare × 100 picioare. 